# شهرک صنعتی جی
شهرک صنعتی جی روستایی در دهستان قهاب جنوبی بخش مرکزی شهرستان اصفهان استان اصفهان ایران است.

## جمعیت
بر پایه سرشماری عمومی نفوس و مسکن در سال ۱۳۹۵ جمعیت این روستا ۱۴ نفر (۶خانوار) بوده‌است.